# Vladey
VLADEY — первый российский аукцион современного искусства, специализирующийся на произведениях российских художников, начиная с советских нонконформистов. Аукцион был основан в июле 2013 года в Москве предпринимателем и коллекционером Владимиром Овчаренко и вскоре стал крупнейшим на арт-рынке страны.
Аукцион проводит коммерческие, кураторские и благотворительные торги, сопровождающиеся каталогом и предаукционными выставками. Покупатели могут делать ставки по телефону и онлайн, с 2017 года ведётся онлайн-трансляция торгов. Средний показатель продаж аукциона — 75% лотов.
К 2020 году за время работы аукциона на торгах были проданы работы от более чем 350 российских авторов: живопись, графика, скульптура и фотография, а также произведения редких жанров — видео, инсталляции, хокку, «бумажная архитектура», текстиль и другие.
До 2016 года торги проходили проходили в разных выставочных залах, с 2016 на Винзаводе была открыта собственная площадка Vladey Space. Пространство Vladey на Неглинной улице работало с 2022 по весну 2025 года, когда здание ушло на реконструкцию.

## История

### Предыстория
В годы советской власти государство обладало монополией на торговлю произведениями искусства, покупка-продажа работ частными лицами являлась уголовно наказуемой. Только после распада СССР в России начал зарождаться рынок современного искусства, а иностранные коллекционеры обратили внимание на работы российских авторов. В начале 1990-х в стране появились первые галереи, взявшие на себя роль посредника между покупателем и художниками. Распад СССР и падение железного занавеса дали мощный импульс интересу западных покупателей к российским художникам, их произведения стали востребованы и активно покупались. Однако уже после конца 1990-х и короткой «оттепели» 2004—2007 года арт-рынок в России ощутил сильный спад. В общем объёме мировых продаж российский рынок входил в 8 % совокупно на все «иные страны мира», а современное искусство на мировом рынке имело всего 3 %. Кроме того, в мире часто практикуется «патриотический подход», когда представители каждого государства стремятся в первую очередь покупать работы соотечественников. В то же время крупные аукционные дома, такие как Sotheby’s и Christie’s, интересуются российским современным искусством в очень ограниченном размере — Sotheby’s провели в Москве только одни торги в 1988 году, а у Christie’s с 1993 года работает московское представительство, но на российское искусство приходится не более 1 % оборота.

### История торгов
Аукцион Vladey был основан в 2013 году после успеха благотворительных торгов «HELP Крымск», призванных собрать средства для помощи пострадавшим от разрушительного наводнения в Крымске в Краснодарском крае летом 2012 года. Акцию устроил создатель и владелец галереи «Риджина» Владимир Овчаренко, подготовка заняла всего четыре дня. Его инициативу поддержали такие художники, как Сергей Братков, Владимир Дубосарский, Константин Звездочётов, Олег Кулик, Павел Пепперштейн, которые передали свои работы для участия в аукционе. Несмотря на сжатые сроки, сборы от продаж составили €178 тысяч и были целиком направлены на помощь Крымску. Аукцион также обнаружил пустующую нишу на рынке, значительный потенциал торгов и покупательский интерес к современному искусству.
Мы решили помочь тем, что у нас лучше всего получается. Художники делают прекрасные работы, мы пытаемся связать их с коллекционерами, которые купят эти произведения. Нашли такую форму — аукцион, который позволяет получить максимальное количество средств для помощи в благотворительных целях.Владимир Овчаренко, 2013
Первые коммерческие торги Vladey состоялись весной 2013 года на территории галереи «Риджина» и включали 55 лотов. Среди авторов-участников были Сергей Братков, Дмитрий Гутов, Константин Звездочётов, Анатолий Осмоловский, Павел Пепперштейн, Виктор Пивоваров, Семён Файбисович, Иван Чуйков, Айслан Гайсумов, Валерий Барыкин и другие. Были проданы три четверти лотов, выручка составила €582 тыс., самым дорогим проданным произведением стала работа «Без названия» Ивана Чуйкова. По правилам аукциона каждый покупатель должен был заплатить два процента сверх суммы выигранного лота, эти средства переводились художникам-авторам. Комиссия Vladey составляет 20 %.
Осенью 2013 года состоялся второй аукцион, на торги были выставлены 118 лотов, из которых продано почти 70 %, общая выручка составила €1,3 млн. «Звездой» аукциона стал Борис Орлов, пять его работ стали топ-лотами и были проданы с превышением эстимейта. Например, «Женский бюст в духе Растрелли» купили за €50 тыс., «Матрос» 1976 года был продан за €65 тыс. Одним из главных шедевров каталога стал «Портрет семьи» Олега Целкова (продан за €125 тыс. при стартовой цене в €40 тыс.). Картина Натальи Нестеровой «Отражение» ушла за €46 тыс., втрое выше стартовой цены. По итогам 2013 года Vladey вошёл в четвёрку крупнейших аукционов России с выручкой в 71,7 млн рублей.
Третьи, весенние торги Vladey состоялись в 2014 году, на них было представлено 92 лота. Самая высокая оценочная стоимость была у работы Эмилии и Ильи Кабаковых «Под снегом» № 5, однако при эстимейте в €500-600 тыс. её продали за €450 тыс. Впервые на аукционе были представлены фотографии — серия Владислава Мамышева-Монро «Любовь Орлова» была продана за €19 тыс., а «Уехать забыть» Сергея Браткова купили за €26 тысяч. На торги впервые была выставлена работа воронежского художника Ивана Горшкова — его скульптура «Слеза врага» была продана за €2000. Кроме него были представлены молодые художники Егор Кошелев, Валерий Чтак, Аслан Гайсумов и многие другие.
В 2015 году аукцион представил формат торгов под названием «Все по 100», на которых стартовая цена любого лота составляла €100. Эта новаторская практика не применялась ранее ни одним из аукционных домов мира. Символическая начальная стоимость была установлена, чтобы позволить молодым художникам войти на арт-рынок и привлечь туда новую публику. Рекорд весенних торгов установила работа «Я бы обнял тебя, но я просто текст» Тимофея Ради, которая была продана за €16 тыс.. Топ-лот «С вилами» Олега Целкова был продан за €40 тыс., было реализовано 94 % всех лотов,
С 2016 года Vladey начал проводить кураторские и тематические торги. Так, в апреле 2016-го состоялся аукцион под названием «Здесь вам не Москва» в честь одноимённой работы художника Артёма Лоскутова. На торги были выставлены 46 лотов от авторов из разных регионов России. 5 июня 2016 года на кураторском аукционе под названием «Welcome to the club» впервые была организована трансляция в интернете в режиме реального времени. Всего за 2016 год общая сумма продаж аукциона составила почти € 2,5 млн, впервые в России Vladey выставили на продажу работу в формате видео. На тематических аукционах лоты объединены согласно принадлежности к определённому периоду искусства. Например, торги «Питер» представляли работы ленинградских и петербургских художников от середины до конца XX века. В подборку вошли «Митьки», группа «Новые художники», неоакадемисты и андеграунд: Сергей «Африка» Бугаев, Андрей Кирсанов, Георгий Гурьянов, Владимир Монро, Евгений Юфит и другие. Осенние торги 2016 года впервые прошли на собственной площадке аукциона Vladey Space. В новом выставочном пространстве стали проходить художественные акции, предаукционные экспозиции, тематическая программа «Художник недели».
Мне не нравится определение «аукционный дом», это сразу какой-то многоэтажный объект недвижимости, с большими затратами, а мы больше настроены на формат POP-UP, на сотрудничество с хорошими выставочными залами, поэтому проводили аукционы на Красном Октябре, в Новом Манеже, на Винзаводе, а этой весной в ММОМА на Петровке.Владимир Овчаренко, 2016
На весенних торгах 2017 года топ-лотом стала скульптура «Военный музыкант» Вадима Сидура с эстимейтом в 3,6 млн рублей. Тогда же за €6000 картина Виктора Цоя Love Story, а его же работу «Убийство» купили за €19 тыс.. В каталог аукциона вошли именитые художники Эрнст Неизвестный, Виктор Пивоваров, Дубосарский & Виноградов, АЕС+Ф, Гриша Брускин, из молодых художников были представлены Таня Пёникер, CrocodilePOWER, Дмитрий Aske, Вова Nootk. В середине 2017 года была добавлена возможность делать ставки удалённо — через интернет и по телефону.
На 2018 год Vladey занимал место в тройке российских аукционов искусства с наибольшим оборотом. Каталог лотов осенних торгов стал полноценной ретроспективой российского авангарда от 1960-х до 2000-х годов. Самым дорогим лотом (куплен за €240 тыс.) стал «Мальчик» Ильи Кабакова — воссозданная текстильная работа 1965 года, в которой художник иронизирует над ренессансными идеалами. Согласно статистике ArtsRadar, с 2013 по 2018 год на аукционе было продано 766 лотов на сумму свыше €10 млн, наибольшую сумму в €544 тыс. набрали произведения Владимира Янкилевского.
В 2020 году работа аукциона сильно изменилась из-за пандемии COVID-19. На период действия ограничительных мер в Москве торги были переведены в онлайн-формат, а предпродажные выставки стали виртуальными. С переходом в онлайн-формат продажи у Vladey выросли, торги стали проводиться еженедельно. Кураторские торги «Любовь и коррупция» 21 ноября 2020 года представили работы, вошедшие в организованную музеем «Гараж» Триеннале российского современного искусства. В 2020-м были проданы абстракции Олега Васильева «Пространство II» (цена с комиссией — 13,3 млн руб.) и «Прогулка под дождем» (12,8 млн руб.). Один из рекордов по превышению эстимейта принадлежит картине Валерия Кошлякова «Колоннада», которая при старте в €50 тыс. была продана за почти €170 тыс.. Всего за 2020 год Vladey провёл 39 торгов, на которых были проданы 1949 лотов, а общая выручка составила 472 млн рублей.

## Оценки
Владимир Овчаренко говорил, что аукцион — «своего рода труба, которая соединяет художников и коллекционеров», вторичный рынок продажи. Попав в аукционные каталоги, новые художники обретают известность, внимание галеристов и критиков, возможность продавать свои работы.
По словам директора музея современного искусства «Гараж» Антона Белова: «Vladey занимает такую очень важную позицию, когда это, с одной стороны, точка входа [для молодых коллекционеров], а с другой стороны, такой барометр текущей ситуации».
Известный коллекционер Игорь Маркин так характеризует аукционный дом: «Я считаю, что Vladey сейчас единственный аукцион на вторичном рынке, где можно увидеть качественные работы [современного русского искусства]. Что у нас было до этого? Качественные работы выставлялись только в музеях, других площадок в России не было. Были за границей — Sotheby’s, Christie’s, но с падением интереса к русскому искусству они перестали его часто продавать».
Арт-критик Дмитрий Буткевич о постоянной эволюции политики компании в 2016 году писал: «…аукционный дом VLADEY. Его создатель Владимир Овчаренко постоянно ищет новые формы экспонирования и торговли. Несколько лет назад он запустил «живые» торги, и современные отечественные художники наконец-то стали получать базовые «каталожные» цены на свои работы. Затем придумал кризисные аукционы «все по 100» (евро, имеются в виду стартовые цены). Покупатели очень радовались, — ну, не по 100, конечно, но довольно дёшево можно было приобрести работы как раз тех самых «каталожных» авторов. Художники, галеристы и дилеры, в основном, очень злились, — трудно было объяснять, «почему на „Владее“ работы стоят так дёшево, а у вас так дорого?». Теперь придуманы «кураторские онлайн-торги».

## Формат
Ныне торги, проходящие несколько раз в год, подразделяются на:
- вечерние (классические) — проходят осенью и весной
- «Всё по 100»
- кураторские
- тематические

При подготовке каталогов к аукционам сотрудники Vladey анализируют художественную ценность и провенанс каждого произведения. Для каждого произведения в каталоге публикуется искусствоведческая статья, посвящённая самой работе, а также справка об авторе. По мнению художников и искусствоведов, Vladey оказывает значительный вклад в развитие российского арт-рынка и культуры коллекционирования, популяризацию современного искусства. Для молодых авторов факт успешной продажи на аукционе является весомым вкладом в развитие карьеры, а публичный прецедент подтверждает рыночную ценность работы. Важным этапом любых торгов являются предаукционные выставки, на которых покупатели могут вживую посмотреть будущие лоты, а зрители — полюбоваться произведениями искусства, которые вскоре могут быть куплены для закрытых частных коллекций. Кроме того, для арт-рынка важен социальный аспект: выставки привлекают новую аудиторию, а ценители и покупатели в процессе живого общения могут открыть для себя новые имена.

## Благотворительные торги
Помимо коммерческих, Vladey регулярно проводит торги, доходы с которых идут на благотворительность. При этом для продажи отбираются работы музейного качества и высокой художественной ценности, которые в перспективе должны многократно вырасти в стоимости. Первыми стали торги для сбора средств пострадавшим от наводнения в Крымске в Краснодарском крае в 2012 году. Собранные €178 тыс. были потрачены на каникулы для детей из потерпевшего бедствие региона.
В июне 2014 года состоялся аукцион под названием «Поможем Перчику», доход от которого был направлен на оплату операции художнику Олегу Петренко.
В 2016 средства направлялись на реконструкцию здания школы ММОМА «Свободные мастерские», в 2017 году часть вырученных средств пошла на развитие Московской школы фотографии и мультимедиа им. А. Родченко, в 2017 году часть вырученных средств — «Поможем Школе Родченко» и др.
В 2020 году во время пандемии COVID-19 была проведены акции «Спасибо врачам» и «Победа на карантине». Торги проводились без комиссии, всю выручку передали на закупку средств индивидуальной защиты для медицинских работников. Среди лотов были представлены произведения знаменитых художников, таких как Эрик Булатов, Илья и Эмилия Кабаковы, Олег Целков. В августе того же года состоялся аукцион, половина вырученных средств от торгов была направлена фондам, занимающимся поддержкой граждан Белоруссии, пострадавших от жестокого подавления протестов после президентских выборов.